# Ptahsepszesz (vezír)
Ptahsepszesz (ptḥ-špss, „Ptah fenséges”) ókori egyiptomi vezír volt az V. dinasztia idején; Niuszerré fáraó veje. Abuszíri masztabakomplexuma az óbirodalom legkiterjedtebb, építészetileg leginkább egyedi, nem királyi sírja.

## A masztaba felfedezése
1843-ban Richard Lepsius a Berlini Egyetemről a „XIX. piramis” jelzéssel látta el a Szahuré piramisa melletti abuszíri komplexumot, majd közzétette Denkmäler aus Ägypten und Äthiopien című művében. Jacques de Morgan 1893-as ásatása feltárta, hogy a lelőhely valójában nem piramis, hanem masztaba része. Csak hetven évvel később került sor a teljes szerkezet feltárására, melyet a Cseh Egyiptológiai Intézet hajtott végre 1960 és 1974 között, főként Zbyněk Žába és Abdu al-Kereti vezetésével.

## A masztaba kialakítása

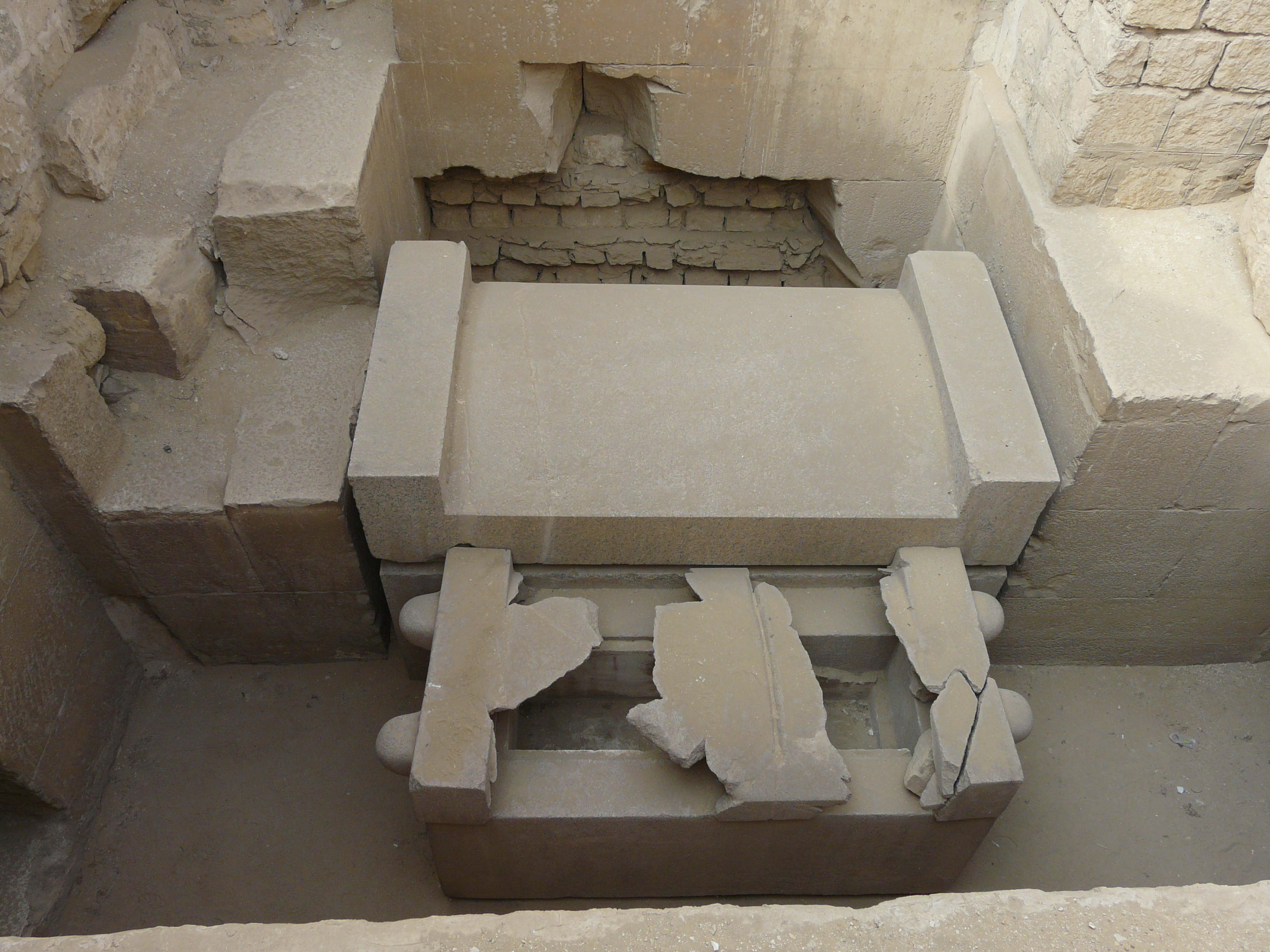
Ptahsepszesz szarkofágja

Ptahsepszesz masztabája három fázisban épült. A sír bejárata, melyet Morgan dokumentált és eredményeit Žába is megerősítette, a komplexum északkeleti sarkában található. Két, egyenként hat méter magas, nyolcszárú lótusz formára faragott fehér mészkő oszlopból áll, melyek mészkő architrávot támasztanak alá, efölött mészkőlapok alkotnak tetőteraszt. Ebből a típusból ezek a legkorábbi ismert oszlopok Egyiptomban. A bejárat után következő helyiséget, melyben hatszárú lótusz formájú oszlopok találhatóak, a második fázisban építették, és eredetileg bejárati helyiségként szolgált, de a harmadik építési fázis során zárt helyiséggé alakították. Falait hajókat, valamint Ptahsepszesz halotti kultuszának előkészítését ábrázoló jelenetek, illetve a vezír életrajza díszítik. Egy szűk folyosó – melynek dekorációja Ptahsepszeszt ábrázolja, valamint áldozati állatokat – egy kápolnába vezet, melyben egykor három falfülkében álló szobrok maradványait találták meg. A kápolna északi falának reliefjein Prahsepszesz mezőgazdasági munkálatokat, valamint áldozatvivő szolgákat felügyel, a déli falon halászok és pásztorok visznek áldozatokat a vezír lába elé. A keskeny bejárat melletti dombormű Ptahsepszesz hat fiát ábrázolja. A legidősebbet, Hafinit levésték.
A kápolnától északra négy raktárhelyiség épült, bennük kultikus edények, melyeket a kápolnában használtak. A kápolna húsz mészkő oszloppal rendelkező udvarra nyílik, amely az építkezés harmadik fázisában készült el. Az oszlopokat, melyeken Ptahsepszesz életnagyságú képei állnak, úgy rendezték el, hogy a látogatót a középen álló nagy oltárhoz vezessék, mad az eredeti bejárathoz, végül Ptahsepszesz sírkamrájához. Az udvart díszítő domborművek közül kevés maradt meg eredeti helyén. Az udvartól délkeletre kincstár és magtárak találhatóak. A sírkamra a komplexum északnyugati részében található; bár erősen kifosztották, megmaradt a két gránitszarkofág, melyek közül a nagyobbik Ptahsepszeszé, a kisebbik feleségéé, Hamerernebtié. A masztaba egyik legjellegzetesebb vonása a délnyugati sarokban lévő, bárkára emlékeztető helyiség.
A környező piramisokhoz hasonlóan ezt a masztabát is többször kirabolták, és Ptahsepszesz múmiáját elpusztították. Az újbirodalom idején a masztaba belsejében műhelyet hoztak létre az építmény köveinek kibontásához, hogy más épületekhez hasznosíthassák őket. Ez egészen a római korig folyt, így a sír romokban, homok alatt maradt fenn.

## Ptahsepszesz élete
A masztaba bejáratához közeli életrajzi felirat részletezi Ptahsepszesz életének eseményeit. A felirat hasonló Uni és Harhuf életrajzához, de felső része hiányzik, így az egyes sorok kezdete ismeretlen. Ptahsepszesz különféle címeket visel sírjában: „a nemesember, az egyetlen társ (…) a fejék őrzője (…) urának kedvence (…) a főbíró, vezír, a király minden munkálatainak felügyelője, a trón szolgája, a felolvasópap (…) akit ura tisztel, a király éke két kamrájának felügyelője, a nemesember, az egyetlen társ, a felolvasópap Ptah-sepszesz”. Emellett viseli „ Nagy Ház borbélya” és „a Nagy Ház manikűröse” címeket is, amelyek nagy kegynek számítottak, mert azzal jártak, hogy viselőjük megérinthette magát az uralkodót. Ptahsepszesz magas társadalmi rangját az is bizonyítja, hogy három különböző szobra állt masztabája kápolnájában, melyek különböző szerepeire utalnak hivatalnokként, papként és magánszemélyként. A masztaba jellemzői közül több – köztük a magtár és kincstár, a hajóterem, valamint a két bárkagödör az épületegyüttes mellett azt sugallja, hatott rá a királysírok építészete. A masztaba elhelyezkedése – csaknem egyenlő távolságban Szahuré és Niuszerré piramiskomplexumától – szintén arra utal, szándékosan akarták Ptahsepszeszt összefüggésbe hozni az uralkodókkal.
Ptahsepszesz felesége Niuszerré lánya, Hamerernebti volt. A sírban említik Ptahsepszesz, Kahotep, Kednesz és Hemahti nevű fiaikat, valamint Merititesz nevű lányukat, aki viselte „a király leánya” címet, bár csak unokája volt az uralkodónak.
A hercegnő szarkofágját valószínűleg építés közben helyezték el a masztabában, mert kizárt, hogy a szűk folyosón le tudták volna vinni. Ludwig Borchardt felfedezte, hogy Hamerernebtinek saját masztaba is épült Niuszerré piramisa közelében. A hercegnő neve előkerült a kőtömbökről, melyeket az építők a Ptahsepszesz-masztaba magjának építésekor használtak, így az építkezés Niuszerré 10. éve előttől a 30. uralkodási évig datálható.

## Fordítás
- Ez a szócikk részben vagy egészben  a   Ptahshepses című angol Wikipédia-szócikk ezen változatának fordításán alapul.  Az eredeti cikk szerkesztőit annak laptörténete sorolja fel. Ez a jelzés csupán a megfogalmazás eredetét és a szerzői jogokat jelzi, nem szolgál a cikkben szereplő információk forrásmegjelöléseként.